# Wasserfreunde Wuppertal
Wasserfreunde Wuppertal 1883 e. V. ist ein deutscher Schwimmsportverein. Auf dem Vereinsgelände befindet sich das vom Verein betriebene Alfred-Panke-Bad.

## Geschichte
Der Traditionsverein Wasserfreunde Wuppertal wurde im Jahr 1883 im heutigen Wuppertaler Stadtteil Elberfeld gegründet. Von Beginn an standen die Förderung der Gesundheit und die schwimmsportliche Ausbildung von Kindern und Jugendlichen im Vordergrund.
Prägend für den Verein war die Arbeit des damaligen 1. Vorsitzenden Alfred Panke in den 1920er Jahren. Er ist auch der Namensgeber des vereinseigenen Freibades an der Bendahler Straße in Wuppertal.

### Die Wasserfreunde in der „Ära Hoffmann“
Von Ende der 1960er- bis in die 1980er-Jahre waren die Wasserfreunde eine der Hochburgen des Leistungsschwimmsports in der Bundesrepublik Deutschland. Insbesondere unter dem Trainer Heinz Hoffmann zählten zahlreiche nationale Rekordhalter und Meister, Teilnehmer an Welt- und Europameisterschaften sowie Olympischen Sommerspielen wie Rotraud Wiegand, Jochen Roos, Jürgen Altenhofen, Ursula Langenkamp (geb. Karger), Michael Holthaus, Ernst-Joachim Küppers, Folkert Meeuw, Jutta Weber, Peter Nocke, Olaf von Schilling, Angelika Kraus und Ralf Beckmann zum Aufgebot der Wuppertaler, die außer in ihrem „Eigenbad“ seinerzeit in der Elberfelder Schwimmoper ihr sportliches Domizil hatten.
In dieser Zeit errangen Sportler des Vereins insgesamt 122 DSV-Meisterschaften, zehn Europa- und eine Weltmeisterschaft, erzielten dazu 184 deutsche, zwölf Europa- und drei Weltrekorde.

### Die Wasserball-Abteilung
Die erste Herrenmannschaft spielte in den 1980er Jahren in der Regionalliga, erreichte mit dem Trainer Lutz Jäncke (früher Aegir Uerdingen, ASC Duisburg und SC Düsseldorf) 1986 den Aufstieg in die Bundesliga und konnte diese Liga bis 1990 halten. Lutz Jäncke war früherer Jugend-, Junioren- und A-Nationalspieler. In dieser Zeit entwickelte sich eine Reihe von jungen Talenten, die ebenfalls in den deutschen Jugend- und Juniorennationalmannschaften spielten. Stefan Vogt wurde sogar A-Nationalspieler. Seit dem Abstieg der ersten Herrenmannschaft aus der Bundesliga spielte diese in den 1990er Jahren immer in der Spitzengruppe der Regionalliga West (bisher: dritthöchste Liga) und belegte in der Saison 2005/06 den 4. Tabellenplatz, der zur Teilnahme am Aufstiegsturnier zur 1. Bundesliga berechtigte.
Nach dem Verzicht auf die Teilnahme am Aufstiegsturnier in die 1. Bundesliga spielte die 1. Herrenmannschaft in der Saison 2006/07 in der neu geschaffenen 2. Liga West. Dort spielt sie auch im Jahr 2018, allerdings in einer Startgemeinschaft mit dem SC Solingen als SGW SC Solingen / Wasserfreunde Wuppertal.
Die 2. Mannschaft der Wasserfreunde spielt in der Oberliga-West und belegte dort in der Saison 2008/09 einen mittleren Tabellenplatz.
Die 3. Mannschaft spielt auf Bezirksebene in der Rhein-Wupper-Liga.

## Sport im Verein
Heute werden folgende Sportarten bei den Wasserfreunden betrieben:
- Schwimmen – Babyschwimmen, Kleinkinderschwimmen, Leistungssport, Masterssport
- Wasserball – Kindertraining, Jugendtraining, Leistungssport, Masterssport
- Tennis – Freizeitsport
- Breitensport – Gymnastik, Yoga, Beachvolleyball, Wandern u. v. a. m.

## Vereinsleben

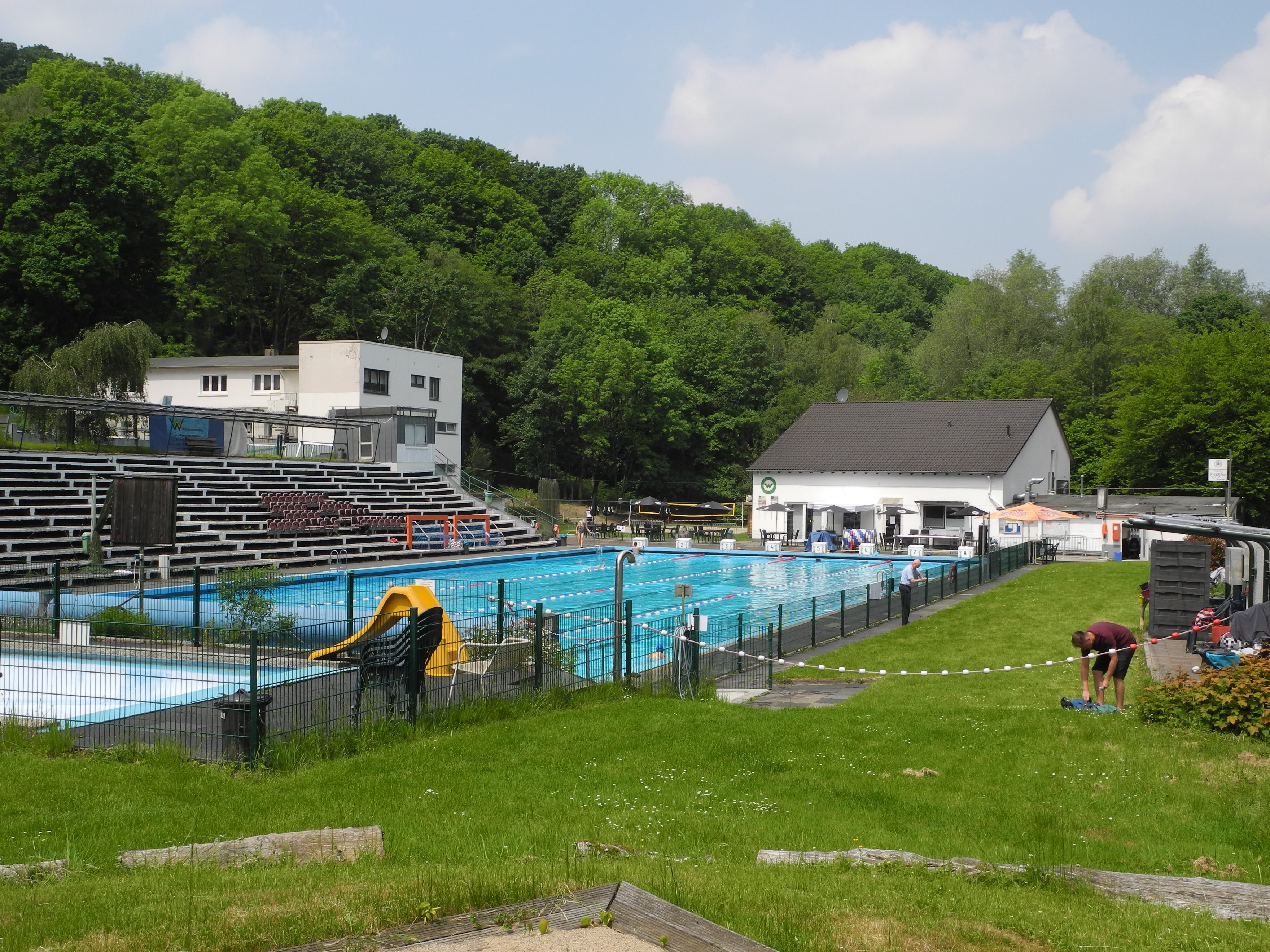
Alfred-Panke-Freibad (2021)

Das Vereinsleben spielt sich im Sommer im vereinseigenen Freibad ab. Auf dem großzügigen Gelände inmitten des Bendahler Bachtales liegt das „Alfred-Panke-Bad“. Neben dem 50×20-Meter-Schwimmerbecken gibt es ein Kinderbecken, einen Bolzplatz, zwei Tennisplätze und einen Beachvolleyballplatz. Umrahmt wird das Ganze von weitläufigen Liegewiesen.
Seit November 2005 haben die Wasserfreunde Wuppertal wieder ein Vereinsrestaurant. Der Neubau ist verpachtet an den Betreiber eines italienischen Restaurants und dient zudem als Vereinstreffpunkt.